# Матуш Кметь
Матуш Кметь (словац. Matúš Kmeť, нар. 27 червня 2000, Ружомберок) — словацький футболіст, півзахисник клубу «Тренчин».
Виступав, зокрема, за клуб «Ружомберок», а також молодіжну збірну Словаччини.

## Клубна кар'єра
Народився 27 червня 2000 року в місті Ружомберок. Вихованець футбольної школи клубу «Ружомберок». Дорослу футбольну кар'єру розпочав 2019 року в основній команді того ж клубу, в якій провів два сезони, взявши участь у 39 матчах чемпіонату. 
До складу клубу «Тренчин» приєднався 2021 року. Станом на 25 вересня 2023 року відіграв за команду з Тренчина 55 матчів в національному чемпіонаті.

## Виступи за збірні
У 2017 році дебютував у складі юнацької збірної Словаччини (U-17), загалом на юнацькому рівні взяв участь у 5 іграх, відзначившись 2 забитими голами.
Протягом 2020–2023 років залучався до складу молодіжної збірної Словаччини. На молодіжному рівні зіграв у 6 офіційних матчах.